# Ashbury
Ashbury is een civil parish in het bestuurlijke gebied Vale of White Horse, in het Engelse graafschap Oxfordshire met 506 inwoners.

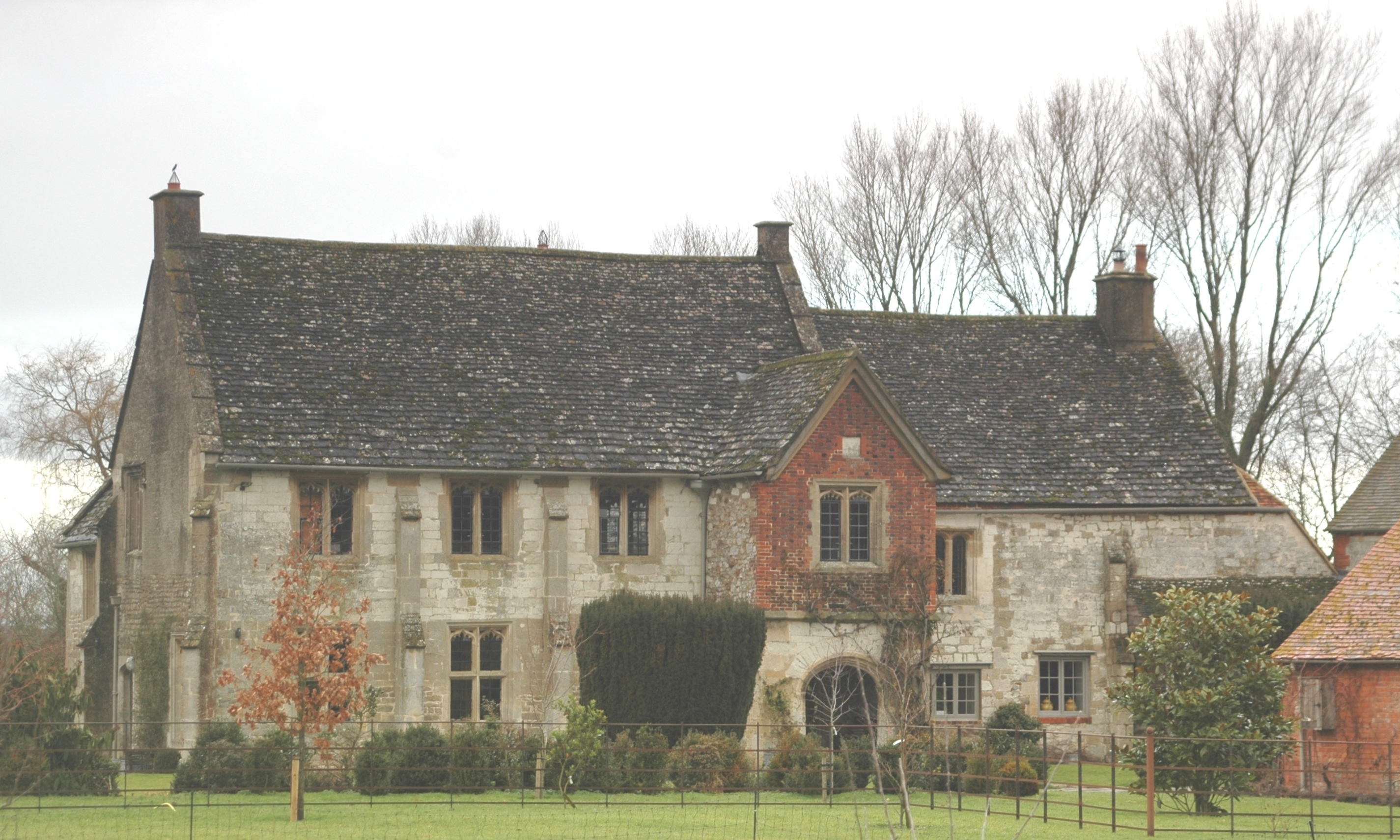
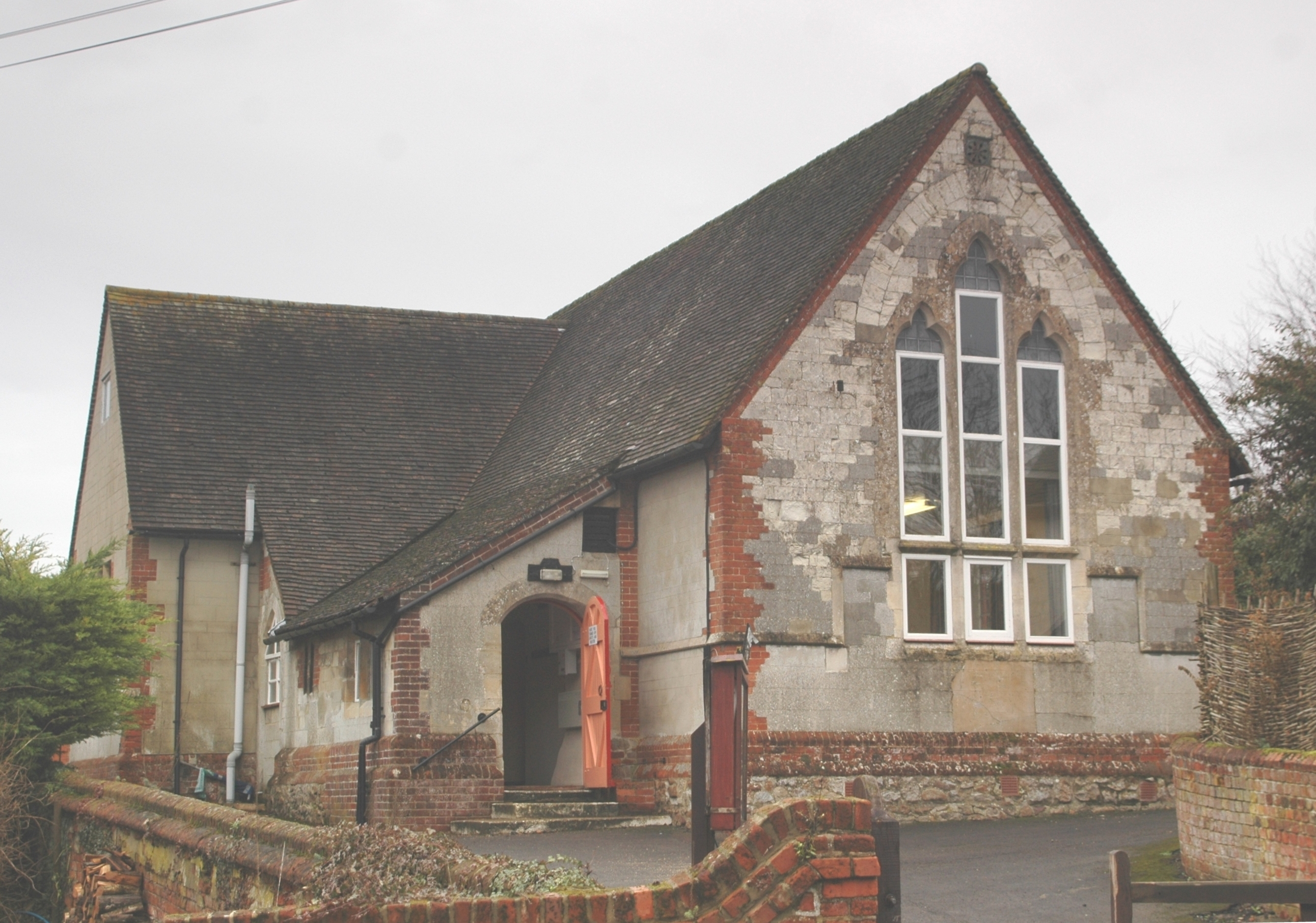